# Huyền thoại Iljimae
Iljimae (tiếng Hàn: 일지매; Hanja: 一枝梅; Romaja: Iljimae; hay còn có tên khác là Nhất Chi Mai) là bộ phim truyền hình kiếm hiệp Hàn Quốc phát hành vào năm 2008 và được phát sóng tại Việt Nam phim từng được phát sóng trên HTV3 (TVM Corp) và HTVC Phim.

## Tựa đề phim
"Nhất chi mai" - tựa đề phim vốn là tên một nhân vật trong cuốn tiểu thuyết 24 chương nổi tiếng của Trung Quốc "Hoan hỉ oan gia". Cuốn tiểu thuyết này được truyền đến Triều Tiên thời hậu kỳ và cũng đã dần xuất hiện nhiều trong các tác phẩm văn học Triều Tiên.  Ở thế kỷ trước họa sỹ Go Woo Young đã sáng tác ra bộ truyện tranh cùng tên, khiến Nhất Chi Mai trở thành nhân vật huyền thoại trong dân gian. Nhất chi mai trong tác phẩm truyện tranh là một cường đạo chuyên cướp của nhà giàu chia cho nhà nghèo, là một trong ba hiệp khách nổi tiếng của Triều Tiên.

## Nội dung
Lee Geom (이겸) là con trai của nhà quý tộc Lee Won Ho (이원호). Lee Won Ho là em trai và cũng là tâm phúc của vua Joseon lúc bấy giờ và là một thành viên của tổ chức Thiên Hữu hội. Thuở nhỏ, Lee Geom có một cuộc sống hạnh phúc cùng cha mẹ và chị gái trong một căn nhà trồng đầy hoa mai. Thế nhưng, cuộc sống ấy kéo dài không bao lâu thì tai họa ập tới. Trong một lần nhà vua gặp gỡ một vị tiên tri mù, ông ta đã nói cho vua nghe về một mặt trời khác, sau này người có mặt trời ấy sẽ được người dân yêu mến, và người mang mặt trời ấy đang ở trong nhà Lee Won Ho. Sợ hãi về điều này, nhà vua ra lệnh cho người vu khống Won Ho tội mưu phản rồi sai người bí mật giết. Trước khi bị giết, ông đã đem Geom cất giấu vào một chiếc tủ và dặn dò cậu nhất định phải sống. Vì ở trong tủ nên cậu chứng kiến toàn bộ cảnh cha bị giết, sau này lại phải tự tay ném đá vào người mẹ ruột mình để chứng minh bản thân không phải con trai Lee Won Ho. Vì vậy cậu đã lập một lời thề, nhất định sau này lớn lên sẽ trả thù cho cha, tuy nhiên sau một trận ốm nặng, cậu đã quên hết mọi chuyện. 13 năm sau, lúc này Geom đang lưu lạc trong dân gian với cái tên Yong (용) và được nhận nuôi bởi Swe Dol (쇠돌), một tên trộm tài ba nay đã rửa tay gác kiếm. Trong một lần suýt chết, cậu đã dần dần nhớ lại quá khứ năm xưa, bắt đầu đi tìm mẹ và chị gái đang lưu lạc. Tuy nhiên, chị gái Geom, Yeon (연) vì không chịu phục tùng một tên lính xấu xa đã nhỡ tay đánh chết hắn, vì vậy cô bị xử treo cổ. Cái chết của chị gái khiến Geom đau đớn tột cùng và tìm cách trả thù cũng như truy tìm sự thật năm xưa. Với manh mối duy nhất là biểu tượng trên thanh kiếm đã giết chết cha mình, cứ đêm đến cậu lại cải trang đi ăn trộm ở những nhà quý tộc là hội viên Thiên Hữu hội để tìm ra chủ nhân thanh kiếm ấy. Bởi vì mỗi khi ăn trộm xong cậu đều để lại ở chỗ trộm một tờ giấy có vẽ cành hoa mai đỏ, thế nên cậu được người đời đặt tên là Iljimae (일지매 - Nhất Chi Mai). Thường thường sau khi trộm, Geom thường đem những của cải ấy chia cho người nghèo, vì vậy cậu được dân chúng yêu mến và trở thành một huyền thoại. Dần dần về sau, những bí mật trong quá khứ năm xưa dần sáng tỏ, và kể từ đó người ta đồn rằng Iljimae đã chết.

## Diễn viên

### Diễn viên chính
- Lee Jun Ki: Geom / Yong / Iljimae - là người hay quan tâm gia đình, nhưng anh luôn tỏ ra quậy phá và gây ra bao nhiêu chuyện dở khóc dở cười cho dân làng và những người xung quanh, tuy nhiên sau khi quá khứ trong tâm trí anh dần được phục hồi, anh đã cải trang thành một tên trộm bí ẩn để vừa bảo vệ những người nghèo khổ và cũng vừa trả mối hận năm xưa cho cha mình khi bị hung thủ giết chết.

Để thực hiện tốt vai diễn, Lee Jun Ki đã luyện công tới 8 tiếng mỗi ngày với những pha hành động và cả công phu ngâm mình trong nước. Anh cũng phải ăn đậu hũ trường kì. Kết quả là trong buổi giới thiệu phim, nhìn Lee Jun Ki gầy thấy rõ và các fan được dịp xót xa khi anh tâm sự mình đã giảm 7 kg.
- Han Hyo Joo: Eun Chae - Một cô gái đáng yêu và sống trong cao quý dường như được nối duyên với Geom và là người anh yêu mến nhất, cô là một người rất nhân hậu và luôn nhớ nhung về Geom, tuy nhiên Geom luôn tìm mọi cách tỏ ra là một người hay phá phách trước mặt cô để bắt cô dần dần quên Geom đi, coi như xem Geom đã chết rồi.
- Lee Young Ah: Bong Soon - kẻ lừa đảo, tính cách vui vẻ hoạt bát, ngớ ngẩn thành trẻ mồ côi và là một cô gái và cũng được kết nối với quá khứ Geom.
- Park Si-Hoo: Cha Dol / Shi Hoo - Khi mới chín tuổi và còn nghèo khó, anh không hề biết cha mình là ai. Đột nhiên, một hôm, anh được gửi đến chỗ "cha đẻ" của mình, Thẩm phán Byun Shik và anh em cùng cha khác mẹ với con trai đẻ của Byun Shik rồi thành quân cấm vệ. Tuy nhiên, thẩm phán Byun Shik không phải là cha thật của anh. Anh và Iljimae có cùng một người cha sinh, Lee Won Ho. Ước mơ của anh là bắt được Iljimae để anh cuối cùng có thể trở thành một nhà quý tộc.

### Diễn viên phụ
- Lee Moon Sik - Swe Dol
- Kim Sung Ryung - Dani
- Lee Il Hwa - Bà Han Bu Trong
- Jo Min Gi - Lee Won Ho
- Ahn Gil Kang - Kongkal Je
- Mun Ji Yun - Dae Sik
- Kim Hyun Sung - Hồng Kyeonsik
- Jeong Jae Eun - Sim Deok
- Seo Dong Won - Eun Bok
- Ki Seok - Hee Bong
- Kim Kwan Sik - Keok Du
- Lee Won Jong - Byeon Sik
- Kim Mu Yeol - Si Wan
- Kim Chang Wan - Vua Injo / người đàn ông trong chiếc áo trắng
- Kim Roe Ha - Sa Cheon
- Jo Sang Ki - Mu Lee
- Yang Jae Sung - Ki Shim Won
- Lee Won Jae - Jang Po Kyo
- Son Tae Yung - Lee Yeon
- Yeo Jin Goo - Lee Geom (Hồi niên thiếu)
- Kim Yoo Jung - Eun Chae (Hồi niên thiếu)
- Jeong Da Bin - Bong Soon (Hồi niên thiếu)
- Lee David - Cha Dol (Hồi niên thiếu)

## Tỉ suất phát sóng
Tỉ suất người xem tại Hàn Quốc được SBS đánh giá là không thành công vì bộ phim này đã được làm sau bộ phim Iljimae do diễn viên Jang Dong Gun thủ vai phát hành vào năm 1993, tuy nhiên Iljimae được xem là một tên trộm trong truyền thuyết được nhiều nhà làm phim khắc họa chi tiết vào cốt truyện trong kịch bản cho cả thế giới thấy Hàn Quốc có rất nhiều truyện dân gian cổ tích được làm thành phim. Mặc dù vậy phim vẫn đạt rating trung bình khá ấn tượng 23.2%.

### Ratings
| Ngày phát sóng      | Tập #      | Trung bình khán giả xem | Trung bình khán giả xem | Trung bình khán giả xem | Trung bình khán giả xem |
| Ngày phát sóng      | Tập #      | TNmS Ratings            | TNmS Ratings            | AGB Nielsen             | AGB Nielsen             |
| Ngày phát sóng      | Tập #      | Toàn quốc               | Khu vực thủ đô Seoul    | Toàn quốc               | Khu vực thủ đô Seoul    |
| ------------------- | ---------- | ----------------------- | ----------------------- | ----------------------- | ----------------------- |
| 21 tháng 5 năm 2008 | 1          | 14.8%                   | 15.4%                   | 15.5%                   | 17.0%                   |
| 22 tháng 5 năm 2008 | 2          | 17.6%                   | 17.8%                   | 17.7%                   | 18.4%                   |
| 28 tháng 5 năm 2008 | 3          | 19.0%                   | 19.1%                   | 17.1%                   | 18.0%                   |
| 29 tháng 5 năm 2008 | 4          | 18.9%                   | 18.9%                   | 19.9%                   | 20.3%                   |
| 4 tháng 6 năm 2008  | 5          | 19.3%                   | 20.5%                   | 18.6%                   | 17.9%                   |
| 5 tháng 6 năm 2008  | 6          | 18.6%                   | 18.4%                   | 19.6%                   | 18.6%                   |
| 11 tháng 6 năm 2008 | 7          | 20.5%                   | 20.7%                   | 20.0%                   | 19.5%                   |
| 12 tháng 6 năm 2008 | 8          | 23.0%                   | 23.3%                   | 20.9%                   | 21.0%                   |
| 18 tháng 6 năm 2008 | 9          | 24.6%                   | 25.0%                   | 22.4%                   | 22.8%                   |
| 19 tháng 6 năm 2008 | 10         | 23.1%                   | 22.4%                   | 21.7%                   | 21.6%                   |
| 25 tháng 6 năm 2008 | 11         | 22.6%                   | 22.6%                   | 20.7%                   | 20.3%                   |
| 26 tháng 6 năm 2008 | 12         | 24.6%                   | 24.0%                   | 24.1%                   | 23.9%                   |
| 2 tháng 7 năm 2008  | 13         | 25.3%                   | 25.0%                   | 22.0%                   | 21.5%                   |
| 3 tháng 7 năm 2008  | 14         | 25.4%                   | 24.6%                   | 22.2%                   | 21.4%                   |
| 9 tháng 7 năm 2008  | 15         | 26.0%                   | 26.1%                   | 23.0%                   | 23.4%                   |
| 10 tháng 7 năm 2008 | 16         | 27.6%                   | 28.2%                   | 24.4%                   | 24.3%                   |
| 16 tháng 7 năm 2008 | 17         | 28.0%                   | 29.3%                   | 24.0%                   | 23.6%                   |
| 17 tháng 7 năm 2008 | 18         | 27.8%                   | 28.1%                   | 24.2%                   | 24.0%                   |
| 23 tháng 7 năm 2008 | 19         | 27.1%                   | 26.8%                   | 25.0%                   | 25.1%                   |
| 24 tháng 7 năm 2008 | 20         | 31.0%                   | 31.4%                   | 27.9%                   | 28.4%                   |
| Trung bình          | Trung bình | 23.2%                   | 23.4%                   |                         |                         |

## Giải thưởng và Đề cử
| Năm  | Giải                      | Thể loại                                            | Người nhận     | Kết quả   | Nguồn |
| ---- | ------------------------- | --------------------------------------------------- | -------------- | --------- | ----- |
| 2008 | SBS Drama Awards          | Friendship Award                                    | Do Ki-seok     | Đoạt giải |       |
| 2008 | SBS Drama Awards          | Netizen Popularity Award                            | Lee Joon-gi    | Đoạt giải |       |
| 2008 | SBS Drama Awards          | Best Child Actor                                    | Yeo Jin-goo    | Đoạt giải |       |
| 2008 | SBS Drama Awards          | New Star Award                                      | Han Hyo-joo    | Đoạt giải |       |
| 2008 | SBS Drama Awards          | Top 10 Stars                                        | Lee Joon-gi    | Đoạt giải |       |
| 2008 | SBS Drama Awards          | Best Supporting Actor in a Drama Special            | Ahn Gil-kang   | Đề cử     |       |
| 2008 | SBS Drama Awards          | Best Supporting Actor in a Drama Special            | Lee Moon-sik   | Đoạt giải |       |
| 2008 | SBS Drama Awards          | Best Supporting Actress in a Drama Special          | Kim Sung-ryung | Đề cử     |       |
| 2008 | SBS Drama Awards          | Best Supporting Actress in a Special Planning Drama | Jo Mi-ryung    | Đề cử     |       |
| 2008 | SBS Drama Awards          | Excellence Award, Actress in a Drama Special        | Lee Young-ah   | Đề cử     |       |
| 2008 | SBS Drama Awards          | Top Excellence Award, Actor                         | Lee Joon-gi    | Đoạt giải |       |
| 2009 | 45th Baeksang Arts Awards | Best Actor (TV)                                     | Lee Joon-gi    | Đề cử     |       |

## Nhạc phim
| STT | Nhan đề                                                       | Thời lượng |
| --- | ------------------------------------------------------------- | ---------- |
| 1.  | "Lonely Footsteps 외로운 발자국 (Main Title)" (Ryo Yoshimata) | 3:56       |
| 2.  | "Flower's Letter 화신 (花信)" (Park Hyo Shin)                 | 4:04       |
| 3.  | "Plum Blossom 매화" (Ryo Yoshimata)                           | 2:41       |
| 4.  | "Fate 인연" (Wong San)                                        | 4:35       |
| 5.  | "The Red Shadow 붉은 그림자" (Ryo Yoshimata)                  | 2:09       |
| 6.  | "Fate's Calling 운명에 외치다" (Bae Ki Sung)                  | 4:02       |
| 7.  | "Dark Swamp 어둠의 늪" (Ryo Yoshimata)                        | 1:53       |
| 8.  | "Heroic Thief Iljimae 의적 일지매" (Ryo Yoshimata)            | 2:58       |
| 9.  | "Gingko Hillside 은행나무 언덕" (Yoo Yul)                     | 3:11       |
| 10. | "Plum Blossom (Orch.) 매화 (Orchestra Ver.)" (Ryo Yoshimata)  | 2:59       |

## Phát sóng

### Tại Việt Nam
- Kênh VTC7 - TodayTV: phim bắt đầu phát sóng lúc 19h00 thứ 7 và chủ nhật hàng tuần, từ ngày 24/7/2010.[4]
- Kênh VTC7 - TodayTV: phim phát sóng lúc 11h00 thứ 7 và chủ nhật hàng tuần, từ ngày 17/12/2011.[5][6]